# نادي تارغو موريش
نادي تارغو موريش لكرة القدم (Asociația Sportivă Ardealul 2013 Târgu Mureș) هو نادي كرة قدم روماني، تأسس سنة 2008.

## وصلات خارجية
- الموقع الرسمي